# Hendrik Laridon
Hendrik Laridon (Diksmuide, 14 maart 1935 – Roeselare, 30 maart 2019) was een Belgische politicus voor de CVP en burgemeester van Diksmuide.

## Biografie
Laridon is afkomstig uit een vooraanstaande Diksmuidse familie. Zijn broer Eugeen Laridon was priester en later vicaris en hulpbisschop.
Hendrik Laridon was in de gemeentepolitiek actief voor bestuurspartij CVP en werd in 1971 schepen onder burgemeester Jules Van Coillie. Toen die in 1973 omwille van gezondheidsredenen ontslag nam, volgde Laridon hem op als burgemeester.
Eind 1976 werd door de gemeentelijke fusies de gemeente Diksmuide vergroot, wat meer dan 6000 nieuwe kiezers betekende bij de gemeenteraadsverkiezingen van dat jaar. De CVP haalde 12 van de 25 zetels, had zo een zetel te weinig voor een absolute meerderheid en moest voor het eerst sinds de Tweede Wereldoorlog een coalitie vormen. De CVP vormde een coalitie met de Volksunie en Laridon bleef burgemeester. In 1978 zette de VU de coalitie stop en moest hij verder besturen in coalitie met de partij Volksbelangen.
Na de verkiezingen van 1982 bleef de CVP de grootste partij en Laridon bleef burgemeester, nu in een coalitie met de SP. De partij bleef ook de grootste bij de verkiezingen van 1988 en Laridon haalde als burgemeester meer dan 28% voorkeurstemmen. Hij bleef opnieuw burgemeester, nu in een coalitie van de CVP met D2000, een kartellijst van VU en liberalen. Ook na de verkiezingen van 1994 bleef hij besturen over een coalitie tussen CVP en VLD.
Laridon bleef uiteindelijk burgemeester tot eind 2000. Bij de verkiezingen van dat jaar zou de CVP weer een coalitie vormen met de liberale lijst DLC (Diksmuids Liberaal Centrum), maar die lijst ging uiteindelijk een coalitie aan met de kartellijst PRO. Voor het eerst sinds 1927 belandde zo in Diksmuide de CVP in de oppositie.
Na deze laatste verkiezingen werd Lies Laridon, dochter van Hendrik Laridon, gemeenteraadslid. Zij zou zes jaar later in 2007 burgemeester worden van de stad.